# Míriam Colón

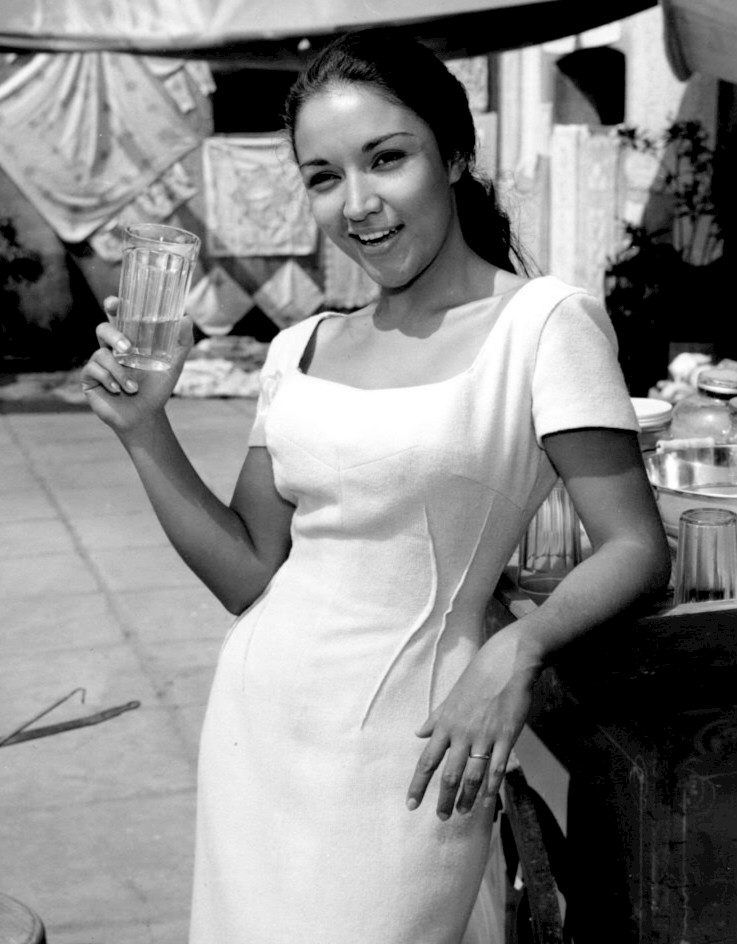
Míriam Colón, 1962

Míriam Colón Valle (* 20. August 1936 in Ponce, Puerto Rico; † 3. März 2017 in New York City, New York) war eine US-amerikanische Schauspielerin. Sie war die Gründerin und Direktorin des Puerto Rican Traveling Theatre in New York City.

## Leben
Míriam Colón debütierte im Jahr 1953 als Schauspielerin in dem Film Los peloteros neben Ramón Rivero, einem Film, der in Puerto Rico produziert wurde und in dem sie einen Charakter namens Lolita spielte. In den 1950er Jahren kam sie nach New York City, um in den Actors Studios Schauspiel zu studieren.  Später zog sie nach Los Angeles, wo sie kleinere Rollen in verschiedenen Fernsehsendungen und Filmen bekam. 1955 fing Colón als Seriendarstellerin an, die sie zu der beachtlichen Summe vom mehr als 250 Gastauftritten in unterschiedlichen Fernsehserien führte, wie beispielsweise in Bonanza, Rauchende Colts oder NYPD. Ihre Rollen beinhalteten 1961 Auftritte in Der Besessene neben Marlon Brando, in Der Außenseiter neben Tony Curtis und in Schlacht an der Blutküste neben Audie Murphy. Darauf folgten dann in den 1970er Jahren Filmangebote, vor allem in Western. 1983 stand sie als Mutter von Tony Montana, gespielt von Al Pacino, in dem Actiondrama Scarface des Regisseurs Brian De Palma vor der Kamera. Im Jahr 2013 spielte Colón die Rolle der Ultima in dem Filmdrama Bless Me, Ultima, das auf dem gleichnamigen Roman von Rudolfo Anaya basiert.
Míriam Colón lebte die letzten Jahre ihres Lebens mit ihrem Ehemann Fred Valle in Albuquerque, New Mexico. Sie starb am 3. März 2017 im Alter von 80 Jahren an Komplikationen einer Lungenentzündung in einem Krankenhaus in New York.

## Puerto Rican Traveling Theatre

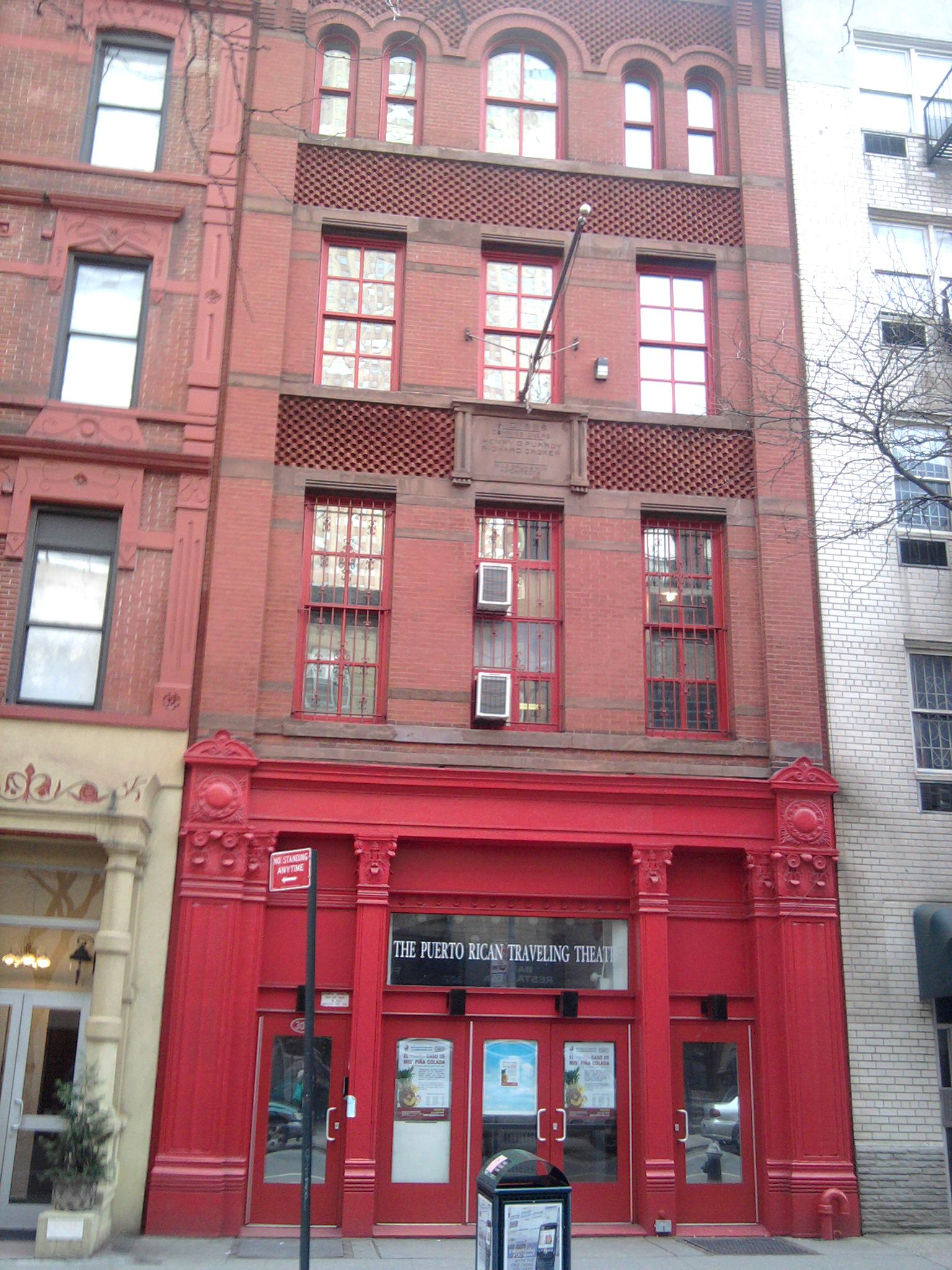
Puerto Rican Traveling Theatre

In den späten 1960er Jahren gründete Colón zusammen mit Roberto Rodríguez das Puerto Rican Traveling Theatre in der West 47th Street in Manhattan, New York. Das Unternehmen präsentiert Off-Broadway-Produktionen vor Ort und geht auf Tournee. Sie war die Direktorin des Theaters und stand selbst in folgenden Produktionen auf der Bühne:
- The Ox Cart (1966–1967)[2]
- The Boiler Room (1993)[3]
- Simpson Street
- Señora Carrar’s Rifles

## Auszeichnungen
- 1993 erhielt Colón einen Obie Award in der Sparte Lifetime Achievement in the Theater für ihr Lebenswerk. Ihre Biografie mit dem Titel Miriam Colón – Actor and Theatre Founder wurde von Mayra Fernandez geschrieben.
- 2000 erhielt sie den HOLA Raúl Juliá Founders Award, der ihr von der Hispanic Organization of Latin Actors (HOLA) überreicht wurde.
- 2007 wurde sie für den Imagen Award nominiert.

## Filmografie (Auswahl)
- 1951: Los peloteros
- 1959: Wells Fargo (Tales of Wells Fargo, Fernsehserie, eine Episode)
- 1961: Der Besessene (One-Eyed Jacks)
- 1961: Der Außenseiter (The Outsider)
- 1961: Die gnadenlosen Vier (Posse from Hell)
- 1961: Schlacht an der Blutküste (Battle at Bloody Beach)
- 1962: Alfred Hitchcock präsentiert (Alfred Hitchcock Presents, Fernsehserie, eine Episode)
- 1962: Preston & Preston (The Defenders, Fernsehserie, eine Episode)
- 1962–1974: Rauchende Colts (Gunsmoke, Fernsehserie, 8 Episoden)
- 1963: Am Fuß der blauen Berge (Laramie, Fernsehserie, eine Episode)
- 1963: Im wilden Westen (Death Valley Days, Fernsehserie, eine Episode)
- 1965: Südwest nach Sonora (The Appaloosa)
- 1967: Die Leute von der Shiloh Ranch (The Virginian, Fernsehserie, eine Episode)
- 1968: High Chaparral (The High Chaparral, Fernsehserie, eine Episode)
- 1981: Nebenstraße (Back Roads)
- 1983: Scarface
- 1990: Life of Sin
- 1991: City of Hope
- 1991: Im Teufelssturm (Lightning Field)
- 1991: Law & Order (Fernsehserie, eine Episode)
- 1992: Mord ist ihr Hobby (Murder, She Wrote, Fernsehserie, eine Episode)
- 1993: Das Geisterhaus (The House of the Spirits)
- 1994: New York Cops – NYPD Blue (NYPD Blue, Fernsehserie, eine Episode)
- 1995: Sabrina
- 1996: Die Bill Cosby Show (The Cosby Show, Fernsehserie, eine Episode)
- 1996: Lone Star
- 1999: Gloria
- 2000: All die schönen Pferde (All the Pretty Horses)
- 2001: Third Watch – Einsatz am Limit (Third Watch, Fernsehserie, eine Episode)
- 2001: Esmeralda – Meine Jugend in New York (Almost a Woman)
- 2005: Goal!
- 2006: The Cry
- 2007: Goal! II (Goal II: Living the Dream)
- 2010–2011: How to Make It in America (Fernsehserie, 6 Episoden)
- 2013: Bless Me, Ultima
- 2015: The Southside
- 2015: Better Call Saul (Fernsehserie, 2 Episoden)